# Robert Cunibil
Robert Cunibil (Parigi, 3 febbraio 1915 – Alès, 5 giugno 1999) è stato un militare e aviatore francese, particolarmente distintosi nel corso della seconda guerra mondiale. Decorato con la Croce di Commendatore della Legion d'onore, l'Ordre de la Libération e la Croix de guerre 1939-1945.

## Biografia
Nacque nel XIV arrondissement di Parigi il 3 febbraio 1915, figlio di un ebanista. 
Dopo aver ricevuto la formazione di montatore meccanico e progettista industriale, si arruolò nell'Armée de l'air nel novembre del 1935 e fu inviato in Marocco.
Dopo l'addestramento militare, venne assegnato alla 2e Escadre du Nord marocchino a Meknès.
Il 14 settembre 1937 fu ammesso alla Scuola di meccanica di Rochefort.  Imbarcato per Casablanca il 27 settembre 1937, fu nominato capomastro.
Nominato caporale maggiore nell'agosto del 1938, venne inviato in Algeria da dove prese parte alle operazioni sull'Italia meridionalee sulla Sicilia nel giugno 1940.
Nel pomeriggio del 1° luglio 1940, due bombardieri Martin 167 Maryland del Groupe de bombardement 1/61 decollarono da Youks-les-Bains e si diressero verso est, diretti in Egitto. A bordo vi erano cinque aviatori che si rifiutarono di deporre le armi dopo l'armistizio.  Il primo aereo, pilotato dal maresciallo Raymond Rolland, trasportava il capitano Roger Ritoux-Lachaud. Il secondo era pilotato dal maresciallo capo Yves Trécan, accompagnato dal capitano Jacques Dodelier, osservatore, e dal sergente maggiore Robert Cunibil.
I due aerei atterrarono a Marsa Matrouh dopo un volo di quattro ore e mezza. Gli aviatori annunciarono la loro intenzione di continuare a combattere a fianco degli inglesi. Due ore dopo, i due bombardieri decollarono nuovamente, e guidati da un piccolo aereo da collegamento britannico, volarono verso il quartier generale della Royal Air Force a Bogush. Il giorno successivo, i due aerei atterrarono a Heliopolis, in Egitto.
L'8 luglio, i cinque fuggitivi si unirono alla RAF Volunteer Reserve e, con il rinforzo di una decina di altri dissidenti, tra cui il tenente osservatore Pierre de Maismont e del sergente meccanico René Bauden, formarono la prima di tre piccole unità aeree francesi. Si trattava dell'Escadrille Française Libre de Grande Reconnaissance no 1 (French Bomber Flight no 1) di cui egli assunse il comando, l'Escadrille Française Libre de Chasse no 2 (Free French Flight no 2 capitano Paul Jacquier)  e l'Escadrille Française Libre de Liaison no 3 (Free French Flight no 3, maresciallo capo Lornez).
Il 13 luglio, l'unità lasciò Eliopoli per Aden, dove arrivò nella tarda mattinata successiva, giorno della festa nazionale francese, dopo aver trascorso la notte a Port Sudan. Durante il viaggio, il pilota del Martin 167 Maryland Warrant Officer Trécan, con lui e Dodelier a bordo, deviò deliberatamente dalla rotta e sorvolò le città di Massaua e Assab, controllate dagli italiani, per una ricognizione a vista. Questa fu la prima missione di guerra condotta contro il nemico da un equipaggio francese "dissidente".
Il 14 luglio 1940 la French Bomber Flight no 1, al comando di Dodelier, venne assegnata al No.8 RAF Squadron della RAF. In questa unità si distinse per le sue abilità come meccanico contribuendo all'efficienza degli aerei.
Con essa partecipò immediatamente alle operazioni in Abissinia e Somalia italiana. Il 16 dicembre 1940, durante la sua dodicesima missione di guerra sull'Africa Orientale Italiana, il suo Martin 167 Maryland fu abbattuto in volo da caccia Fiat C.R.42 Falco durante una missione di ricognizione su Dire Daua; si lanciò con il paracadute, rimanendo ferito, ma fu l'unico sopravvissuto dell'equipaggio (il capitano Dodelier, il maresciallo Trecan e il sergente maggiore Michel perirono). Fatto prigioniero di guerra dagli italiani, fu condannato a morte il 20 dicembre 1940 da un tribunale di Addis Abeba; imprigionato in attesa dell'esecuzione, trovò Pierre de Maismont, anch'egli internato. Entrambi furono salvati il 24 aprile 1941 dall'avanzata delle truppe alleate verso Addis Abeba, che consentì la loro liberazione dal carcere di Dessiè.
Ritornato prima al No.8 RAF Squadrone in Abissinia, svolse poi missioni di collegamento agli ordini del colonnello Gaston Palewski, comandante della FFL in Africa orientale.
Nell'aprile del 1942, fu incorporato nel Groupe de chasse "Alsace" in Libia e partecipò alla battaglia di El Alamein. Tuttavia, dopo aver perso 5 piloti, l'Alsace fu ritirato dal fronte nell'ottobre del 1942 e rimpatriato in Inghilterra.
Nel gennaio 1943 fu assegnato alla base aerea di Camberley (Inghilterra) e poi trasferito in aprile alla 2ª Escadrille del Groupe de bombardement "Lorraine" come capo ingegnere. Effettuò 20 missioni, di cui 9 sulla Francia, come ingegnere di volo e mitragliere. Il 25 giugno 1944 fu promosso sottotenente. Dopo la capitolazione della Germania, fu assegnato alla base di addestramento piloti di La Rochelle. Nel 1946 fu trasferito alla base di Cognac, promosso tenente e poi trasferito alla base di addestramento di Rochefort.
Nel 1948, in qualità di ufficiale meccanico, comandò le officine del DBA 162 a Bamako (Mali), poi l'anno successivo svolse le stesse funzioni presso l'EOM 81 in Mauritania. Nel 1951 fu responsabile del Deposito 603 dell'Armée de l'air a Limoges e l'anno successivo fu promosso capitano. Nel 1954 venne assegnato al Deposito 601 dell'aeronautica militare di Châteaudun, e poi passò, con il grado di comandante, nel 1960, alla Direzione Centrale del Materiale dell'Aeronautica militare di Parigi. Nel 1963 prestò servizio presso il magazzino 604, dipartimento dei mercati centralizzati di Saint-Cyr.
Andò in pensione nel luglio 1968 con il grado di tenente colonnello e divenne capo della gestione dei materiali presso la Société de Construction et Réparation des Matériels aéronautiques a Issy-les-Moulineaux. Nel 1971 si ritirò a vita privata a Vialas, nella Lozère,  dove fu eletto sindaco nel 1977 e poi sindaco onorario nel 1983. Si spense il 5 giugno 1999 ad Alès, nel Gard. Fu sepolto nel cimitero di Vialas.